# Bobby Wellins
Robert Coull Wellins (nacido el 24 de enero de 1936 - muerto el 27 de octubre de 2016) fue un saxofonista tenor escocés.

## Biografía
Wellins nació en Gorbals, Glasgow, en una familia del mundo del espectáculo; Más tarde vivió en Carnwadric y asistió a la Academia Shawlands. Wellins estudió saxofón alto y armonía con su padre, también tocó el piano y el clarinete cuando era joven. Se unió a la RAF como músico tocando el saxo tenor. Después de la desmovilización, tocó con algunas bandas escocesas antes de mudarse a Londres a mediados de la década de 1950. Fue miembro del quinteto de Buddy Featherstonhaugh entre 1956 y 1957, junto con Kenny Wheeler. Por esa época, Wellins se unió al Jazz Inc. del baterista Tony Crombie, donde conoció al pianista Stan Tracey, uniéndose a su cuarteto a principios de la década de 1960. También trabajó con Lionel Grigson en 1976.
A mediados de la década de 1970 dirigió su propio cuarteto con el pianista Pete Jacobsen, el bajista Adrian Kendon y el baterista Spike Wells. En la década de 1980 formó un quinteto con el saxofonista Don Weller, el pianista Errol Clarke, el bajista Cleyndert y el baterista Spike Wells. Después de este grupo, Wellins dirigió varios cuartetos, que incluían músicos como Liam Noble al piano, Simon Thorpe al bajo y Dave Wickens a la batería. Posteriormente, renovó su asociación con el baterista Spike Wells con un cuarteto con Mark Edwards al piano y Andrew Cleyndert al bajo.
En 2011, el director artístico de la Orquesta Nacional de Jazz de Escocia, Tommy Smith, encargó a Florian Ross que arreglara la "Culloden Moor Suite" de cinco movimientos de Wellins: "The Gathering, The March, The Battle, Aftermath and the Epilogue". En mayo de 2013, la suite se grabó en el estudio Gorbals Sound y se mezcló en el estudio Rainbow en Oslo. 
Rob Adams, del Herald, declaró: 

"En 1961, Wellins se inspiró después de leer el relato de John Prebble sobre la última batalla librada en suelo británico y sus escalofriantes consecuencias. Ahora, esta grabación lo coloca en el lugar que le corresponde, como la respuesta de un gran músico de jazz a un evento, que hace que lo local se vuelva universal".

En The Guardian, Dave Gelly señaló sobre la "Suite Culloden Moor" que: 

"Su tono seco e inquietante y sus frases sobrias y elocuentes dominan la interpretación y hacen de este un álbum excepcional".

All About Jazz afirma: 

"Culloden Moor Suite necesita ser independiente como obra musical para tener un amplio atractivo. Lo hace, tanto en términos de la composición de Wellins como de la calidad de las interpretaciones del saxofonista y sus colegas".

 El otro conjunto de arreglos encargados para la gira SNJO de 2011 se tituló Caledonian Suite, inspirado en los libros de James Barke sobre Robert Burns. Todas las composiciones fueron escritas por Wellins: 
- "Song in the Green Thorn Tree" arreglada por Florian Ross.
- "El viento que sacude la cebada", arreglado por Geoffrey Keezer.
- "The Tartan Rainbow" arreglado por Christian Jacob.
- "Dreams of Free" arreglado por Tommy Smith.

En 2012, fue objeto del documental, Dreams are Free, dirigido por Gary Barber. Utilizando entrevistas y conciertos, la película sigue el ascenso, caída y redención del artista, mostrando cómo superó la adicción y la depresión y redescubrió el deseo de tocar después de diez años alejado del jazz.
Murió el 27 de octubre de 2016 después de estar enfermo durante algunos años.

## Discografía

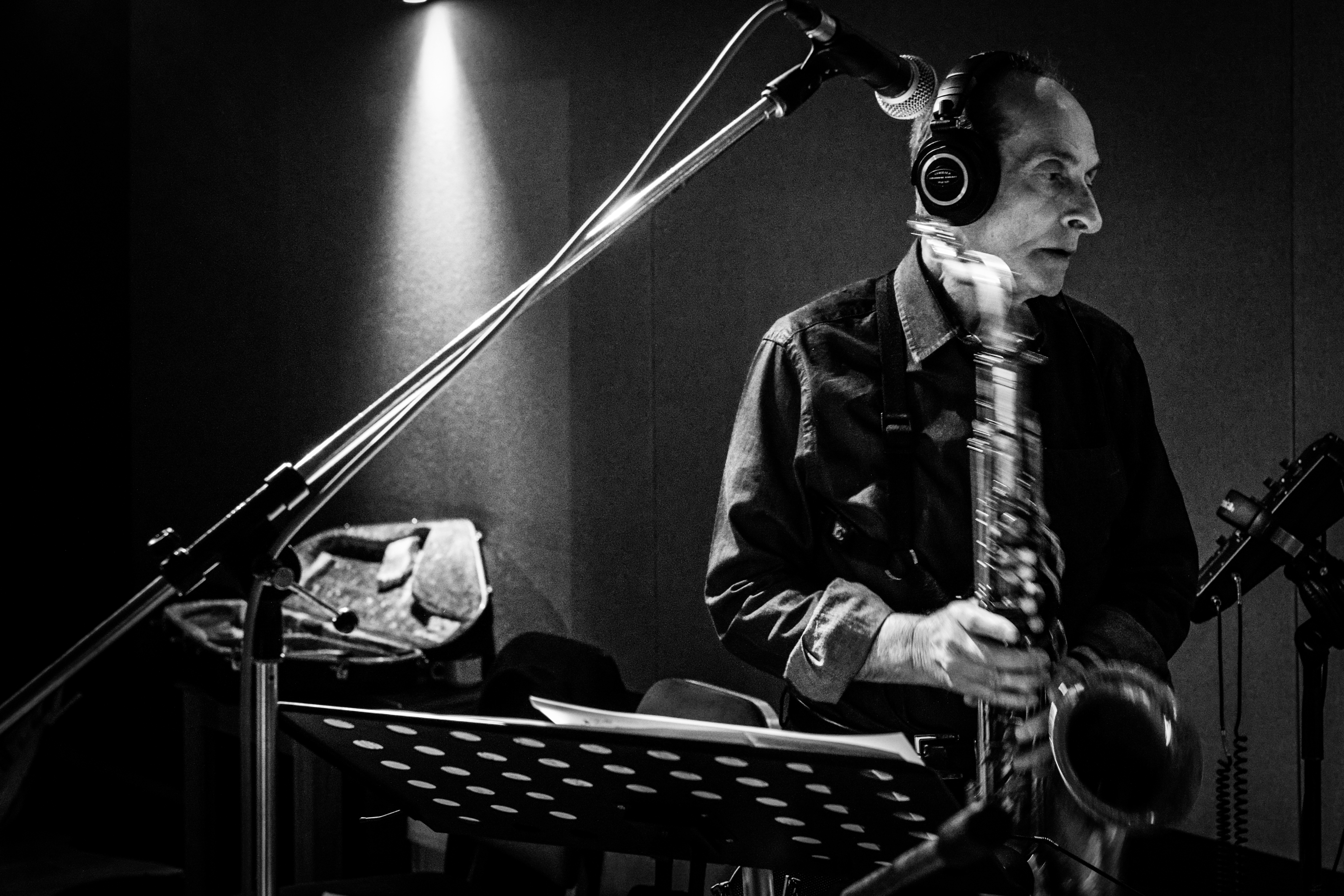
Bobby Wellins en el estudio durante la grabación de Culloden Moor Suite con la Orquesta Nacional de Jazz de Escocia en 2013

### Como líder
Fuente:
- Live ... Jubilation (Vortex, 1978)
- Dreams Are Free (Vortex, 1979)
- Making Light Work (Hep, 1983)
- Birds of Brazil (Sungai, 1989)
- Nomad featuring Claire Martin (Hot House, 1992)
- Special Relationship with Jimmy Knepper, Joe Temperley (Hep, 1994)
- Don't Worry 'Bout Me (Cadillac, 1997)
- The Satin Album (Jazzizit, 1997)
- Comme D'Habitude with Stan Tracey (Jazzizit, 1998)
- The Best Is Yet to Come (Jazzizit, 1998)
- Fun (Jazzizit, 2003)
- When the Sun Comes Out (Trio, 2005)
- Nine Songs with Don Weller (Trio, 2007)
- Snapshot (Trio, 2008)
- Joyspring with Gary Kavanagh (Trio, 2008)
- Time Gentlemen, Please (Trio, 2010)
- Smoke and Mirrors with Kate Williams (CD Baby/Kwjazz, 2012)
- Culloden Moor Suite with Scottish National Jazz Orchestra (Spartacus, 2014)

### Como acompañante
Con el cuarteto Stan Tracey
- Jazz Suite Inspired by Dylan Thomas's "Under Milk Wood" (Columbia, 1965)

Con Jimmy Knepper
- Primrose Path (Hep, 1980)